# Serra d'Aiello
Serra d'Aiello es una localidad italiana de la provincia de Cosenza, región de Calabria, con 728 habitantes.

## Evolución demográfica
| Gráfica de evolución demográfica de Serra d'Aiello entre 1861 y 2001 |
|                                                                      |
| Fuente ISTAT - Elaboración gráfica por parte de Wikipedia            |